# Flexicurity
Flexicurity (idea socjalna, Złoty trójkąt) – socjalny model zatrudnienia oparty na łatwym procesie zatrudniania oraz zwalniania pracowników przez pracodawcę, a także wysokich zabezpieczeniach socjalnych dla bezrobotnych. Po raz pierwszy wprowadzony w Danii w 1990 roku. Termin pochodzi od słów flexibility (elastyczność) oraz security (bezpieczeństwo).

## Funkcjonowanie
Zalety systemu podkreślane przez jego promotorów:
- łatwość w podejmowaniu pracy;
- pracodawca może łatwo pozyskać nowych pracowników;
- łatwość w poszerzaniu kwalifikacji;
- system motywujący bezrobotnych do poszukiwania pracy;
- koncepcja flexicurity zakłada potrzebę uzgodnienia stanowisk związków zawodowych i organizacji pracodawców, tak aby upowszechniać rozwiązania korzystne dla obu stron stosunku pracy i akceptowane przez obie strony;
- upowszechnia nietypowe formy zatrudnienia;

Wady:
- wzmocnienie pozycji związków zawodowych osłabia pracodawców i ich konkurencyjność na rynku.

## Narzędzia flexicurity
W literaturze przedmiotu wyróżnia się szereg instrumentów służących wdrażaniu polityki flexicurity. Narzędzia te są najczęściej omawiane w ramach następujących kategorii:
- Elastyczne i przewidywalne warunki umów (np. telepraca, praca w domu, dzielenie pracy);
- Skuteczna, aktywna polityka rynku pracy (np. usługi pośrednictwa pracy, usługi poradnictwa zawodowego, staże, przygotowanie zawodowe dorosłych, prace interwencyjne);
- Systemy uczenia się przez całe życie (np. fundusze szkoleniowe, kursy zawodowe, studia podyplomowe, praktyki zawodowe);
- Nowoczesne systemy zabezpieczenia społecznego (np. dodatkowe programy emerytalne, dodatkowe ubezpieczenia grupowe).